# Зуни (река)
Зуни (англ. Zuni River) — река в американских штатах Аризона и Нью-Мексико, приток Литл-Колорадо.
Берёт начало в округе Сибола на высоте 1992 м; течёт главным образом в юго-западном направлении. Протекает через индейскую резервацию Зуни. Впадает в Литл-Колорадо в восточной части Аризоны, на высоте 1648 м над уровнем моря.
Название реки этимологически связано с названием индейцев Зуни (самоназвание Ашиви). В реке водятся рыбы из семейства чукучановых отряда карпообразных.